# 三浦亨 (プロデューサー)
三浦 亨（みうら とおる、1953年8月5日 - ）は、日本のアニメーションプロデューサー。株式会社アニメインターナショナルカンパニー（AIC）代表取締役。東京都出身。

## 来歴
雑誌販売業からイージー・ワールドの仕上や制作進行を経て1985年5月にアニメインターナショナルカンパニー（AIC）の代表取締役に就任。OVA『メガゾーン23』をはじめ、数々のAIC作品に企画やプロデューサーとして関わった。
2015年11月、AICの代表取締役を退任。後任には大村安孝が就任した。2020年1月、AICの代表取締役に再び就任。

## 担当作品
特筆の無いものはすべてプロデューサー。

### テレビアニメ
- 1980年 鉄腕アトム (アニメ第2作) - 制作進行
- 1995年 神秘の世界エルハザード - 企画
- 1997年 新・天地無用! - 企画
- 1997年 吸血姫美夕 - 企画
- 1997年 バトルアスリーテス大運動会 - 企画
- 1997年 BURN-UP EXCESS - 企画
- 1998年 異次元の世界エルハザード - 企画
- 1999年 デュアル!ぱられルンルン物語 - 企画
- 1999年 課長王子 - 企画
- 1999年 Blue Gender - 企画
- 2001年 破邪巨星Gダンガイオー - 企画
- 2002年 天地無用! GXP - 企画
- 2002年 ぷちぷり*ユーシィ - 企画
- 2004年 BURN-UP SCRAMBLE - 企画
- 2006年 砂沙美☆魔法少女クラブ - 企画
- 2007年 東京魔人學園剣風帖 龖 - 企画
- 2007年 バンブーブレード - 企画
- 2009年 VIPER'S CREED
- 2009年 明日のよいち! - 企画
- 2009年 GA 芸術科アートデザインクラス - 企画
- 2009年 にゃんこい! - 企画
- 2009年 ささめきこと - 企画
- 2010年 おおかみかくし - 企画
- 2010年 祝福のカンパネラ - 企画
- 2010年 ストライクウィッチーズ2 - 製作
- 2010年 アマガミSS - 企画
- 2010年 あそびにいくヨ! - 企画
- 2011年 放浪息子 - 製作
- 2011年 R-15 - 製作
- 2011年 猫神やおよろず - 企画
- 2011年 マケン姫っ! - 製作
- 2011年 僕は友達が少ない - 企画
- 2011年 Persona4 the ANIMATION - 企画
- 2012年 アマガミSS+ plus - 企画
- 2012年 あっちこっち - 企画
- 2012年 人類は衰退しました - 企画
- 2012年 恋と選挙とチョコレート - 企画
- 2012年 えびてん 公立海老栖川高校天悶部 - 製作
- 2013年 生徒会の一存 Lv.2 - 製作
- 2013年 僕は友達が少ないNEXT - 企画
- 2013年 琴浦さん - 企画
- 2013年 デート・ア・ライブ - 製作
- 2013年 宇宙戦艦ヤマト2199 - エグゼクティブプロデューサー
- 2013年 幻影ヲ駆ケル太陽 - 企画

### OVA
- 1985年 メガゾーン23
- 1985年 戦え!!イクサー1
- 1986年 コスモス・ピンクショック
- 1986年 Call Me トゥナイト
- 1987年 学園特捜ヒカルオン
- 1987年 冒険!イクサー3 - 製作
- 1987年 破邪大星ダンガイオー
- 1987年 大魔獣激闘 鋼の鬼
- 1987年 バブルガムクライシス
- 1987年 ブラックマジック M-66
- 1987年 魔龍戦紀 - 企画・制作
- 1988年 ドラゴンズヘブン
- 1988年 冥王計画ゼオライマー - 企画
- 1988年 吸血姫美夕
- 1989年 BE-BOY KIDNAPP'N IDOL - 企画
- 1989年 エクスプローラーウーマン・レイ - 制作プロデューサー
- 1989年 極黒の翼バルキサス
- 1989年 聖獣機サイガード -CYBERNETICS・GUARDIAN-
- 1990年 緑野原迷宮
- 1990年 SOL BIANCA - 企画・プロデューサー
- 1991年 がんばれゴエモン 次元城の悪夢
- 1991年 BURN-UP
- 1991年 ねこ・ねこ・幻想曲
- 1992年 三毛猫ホームズの幽霊城主 - 企画
- 1992年 グリーンレジェンド乱
- 1992年 間の楔
- 1992年 BASTARD!! -暗黒の破壊神-
- 1993年 モルダイバー - 企画
- 1993年 機神兵団
- 1993年 ああっ女神さまっ
- 1994年 ツインビー ウィンビーの1/8パニック
- 1995年 神秘の世界エルハザード - 企画
- 1996年 Ninja者 - 企画
- 1998年 教科書にないッ!
- 1999年 太陽の船 ソルビアンカ - 企画
- 2000年 創世聖紀デヴァダシー - 企画
- 2009年 異世界の聖機師物語 - 企画
- 2010年 眼鏡なカノジョ - 企画

### 劇場アニメ
- 2000年 劇場版 ああっ女神さまっ - 企画
- 2011年 劇場版 そらのおとしもの 時計じかけの哀女神 - 製作
- 2012年 ストライクウィッチーズ 劇場版 - 製作

### Webアニメ
- 2001年 魔法遊戯 - 企画

### その他
- 2012年 魔法使いなら味噌を喰え! - 企画